# 코파보귀르
코파보귀르(Kópavogur)는 3만여명의 인구가 거주하는 아이슬란드 제2의 자치체이다. 레이캬비크의 바로 남쪽에 위치하며, 대 레이캬비크 지역의 일부분이다. 코파보귀르의 글자 그대로의 뜻은 바다표범 새끼 만이다. 도시의 문장은 교회 코파보그스키르크야 (Kópavogskirkja) 바로 밑에 바다표범 새끼가 있는 윤곽을 띄고 있다.
코파보귀르는 주거 지역이 큰 부분을 차지하고 있지만, 뿐만 아니라 상업지역과 많은 산업활동의 모습도 엿볼 수 있다. 코파보귀르의 주요 스포츠 클럽은 게르플라, UBK 코파보귀르 (UBK Kopavogur 혹은 자국에서 Breiðablik UBK), HK (Handknattleiksfélag Kópavogs)이다. 아이슬란드에서 가장 높은 건물인 스마라토르그 타워 (Smáratorg 3)가 코파보귀르 시내에 위치한다.

## 역사
코파보귀르는 1662년 코파보귀르 회의의 장소로서 알려진 상태이다. 당시 회의에서 아이슬란드인들의 지지로 주교 브리뇨푸르 스바인손 (Brynjólfur Sveinsson)과 법률가 아르니 오드손 (Árni Oddsson)이 왕에 의한 전제군주제의 도입 또한 아이슬란드에 적용된다는 사실을 따른다는 문서에 서명하였고, 그 결과로 전 아이슬란드가 덴마크-노르웨이로 합병되었다.
가수 에밀리아나 토리니 (Emilíana Torrini)가 코파보귀르 출신이다.

## 자매 도시
| - 그린란드 타실라크 - 페로 제도 클락스비크 - 마리에함 올란드 제도 (핀란드) - 스웨덴 노르셰핑 - 덴마크 오덴세 | - 핀란드 탐페레 - 노르웨이 트론헤임(1946년) - 미국 아이다호주 냄파 - 중화인민공화국 - 캐나다 매니토바주 리버턴 |

## 참고
1. ↑  “Trondheims offisielle nettsted - Vennskapsbyer”. 2011년 9월 27일에 원본 문서에서 보존된 문서. 2010년 8월 6일에 확인함.